# Montgomery Block
Il Montgomery Block è il primo edificio a prova di fuoco di San Francisco, costruito nel 1853 da Henry Wager Halleck, fu la sede di molti avvocati, finanzieri, scrittori, attori e artisti di spicco. James King of William, redattore del bollettino, morì qui dopo essere stato colpito da James Casey, il 14 maggio 1856. Sfuggendo alla distruzione nell'incendio del 1906 l'edificio è conservato in memoria di coloro che vivevano e vi lavoravano.

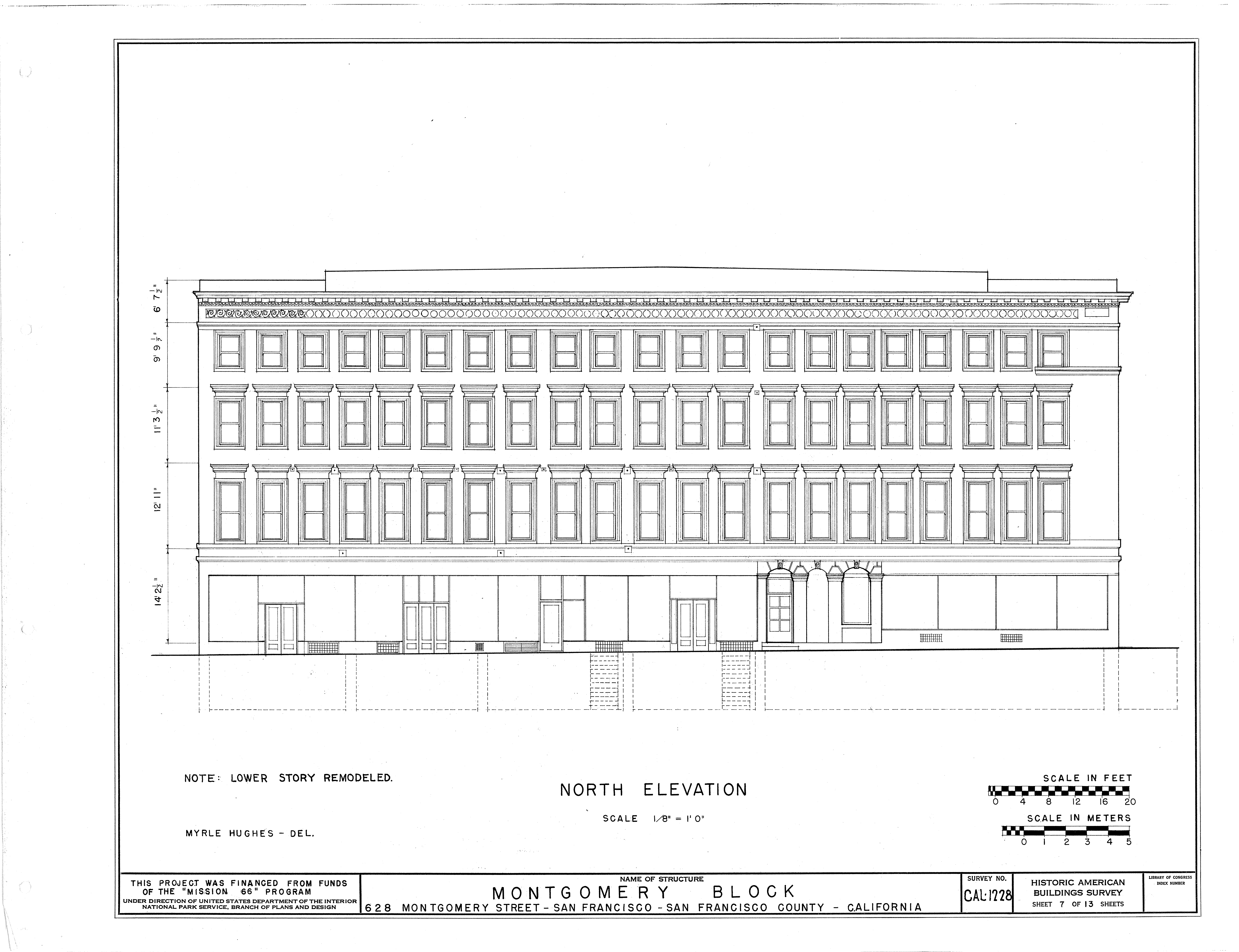
Un disegno preparatorio progettato per il Montgomery Block
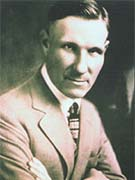
L'assassino james Casey
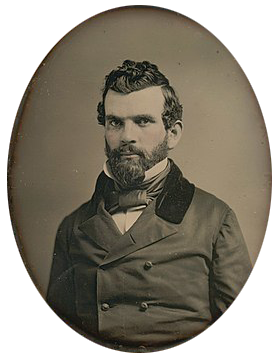
James King of William
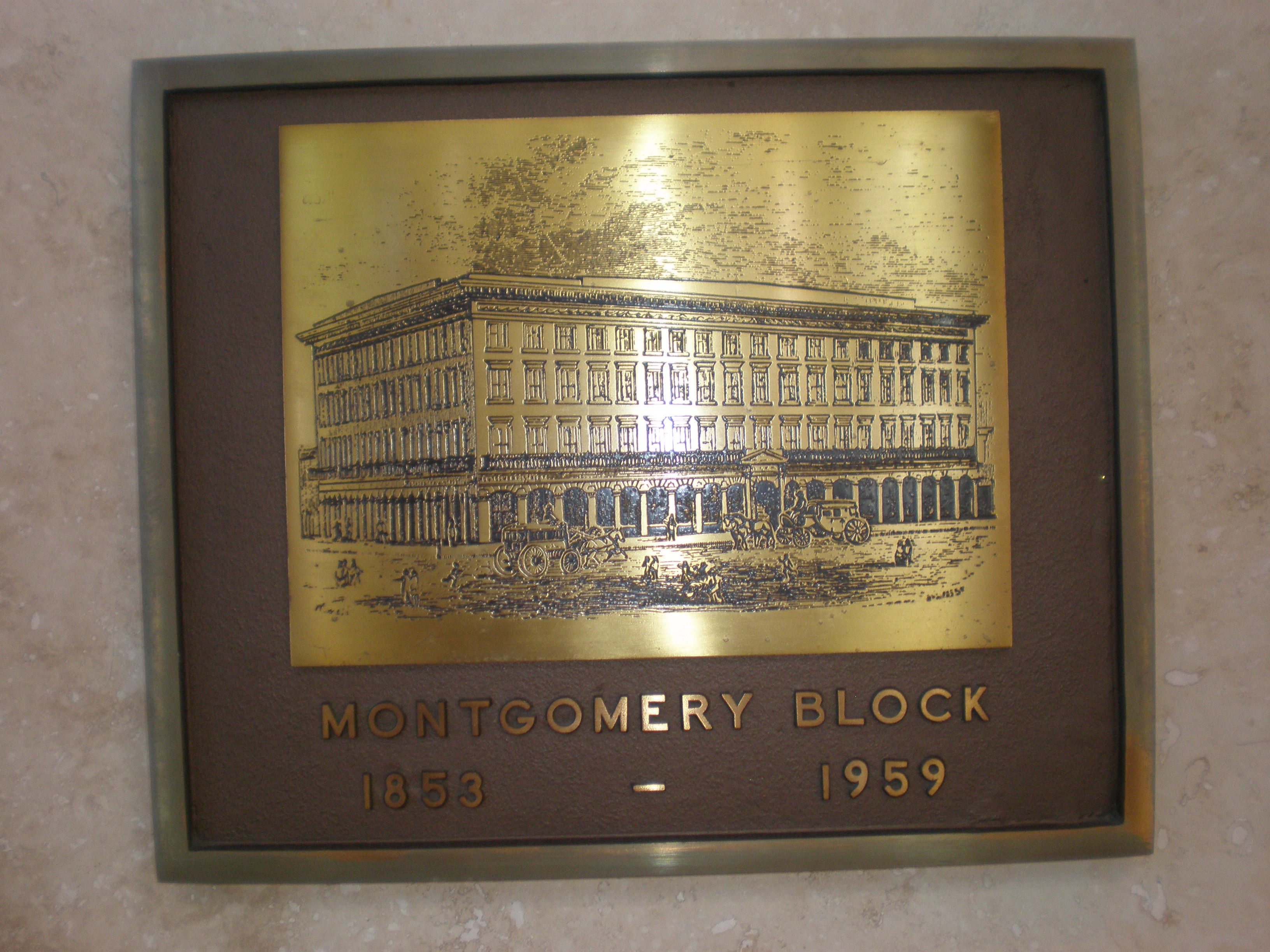
Una targa commemorativa in oro del Montgomery Block
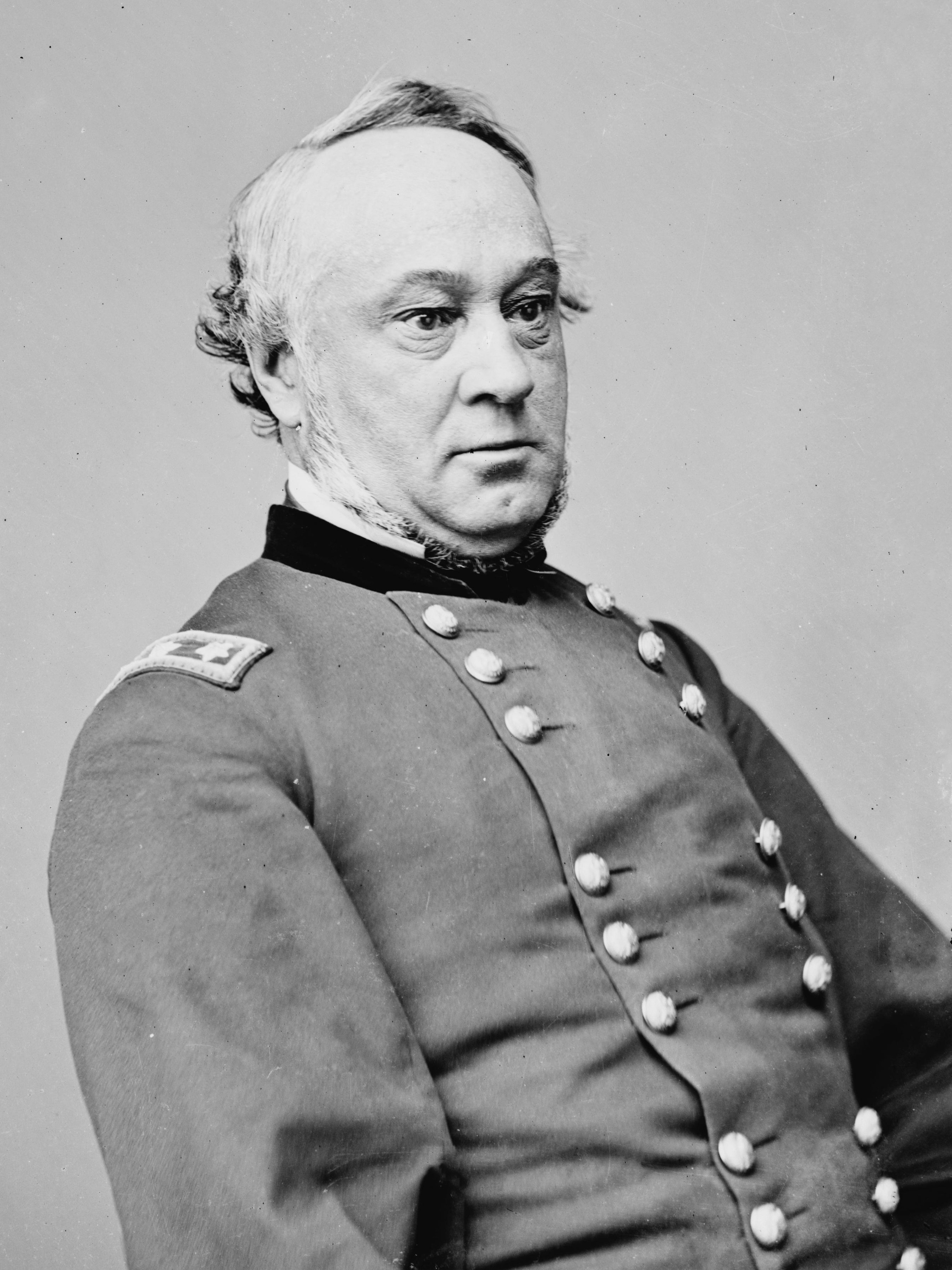
Henry Wager Halleck